# Stella Omu
Stella Omu (sinh ngày 22 tháng 12 năm 1946) là tên của một chính trị gia người Nigeria. Vào năm 1999, bà được bầu làm thượng nghị sĩ thuộc đảng Dân chủ (tiếng Anh: People's Democratic Party) đại diện cho khu vực phía nam của bang Delta.

## Lí lịch
Bà là người Urhobo (một dân tộc sống ở phía Nam Nigeria). Chồng bà là thiếu tướng Paul Omu, trước đây là thống đốc quân sự của bang Cross River. Bà có 3 người con trai và ba người con gái.

## Sự nghiệp
Bà được bổ nhiệm làm phó chủ tịch của ủy ban quy hoạch quốc gia và ủy ban vấn đề phụ nữ và phát triển cho thanh thiếu niên (tiếng Anh: Women Affairs & Youth Development). Tháng 5 năm 2001, bà phủ nhận cáo buộc tham nhũng của thượng viện (chủ tịch lúc này là thượng nghị sĩ Anyim Pius Anyim).
Tháng 11 năm 2001, bà nhận được một bức thư có có chức chất bột trắng nghi là bào tử bệnh than..
Tháng 8 năm 2002, bà là mục tiêu công kích của những thượng nghị sĩ đối lập. Họ dựa vào mốt quan hệ thân thiết của bà với tống thống Nigeria lúc ấy là ông Olusegun Obasanjo
. Vào cuối tháng, bà từ chức.
Tháng 6 năm 2003, bà kêu gọi Quốc hội đẩy nhanh tiến độ của việc thông qua dự luật thành một cơ quan quốc gia chuyên về vấn đề phúc lợi xã hội của người dân Nigeria. Ngoài bà, thượng nghị sĩ Omololu Meroyi và Lekan Salami cũng tài trợ cho dự luật này.
Trong một cuộc phỏng vấn vào tháng 8 năm 2003, bà đã kêu gọi các nhóm xung đột ở thành phố Warri ngưng xung đột và nói rằng người Ijaws và người Itsekiris là anh em với nhau, hãy bỏ qua những khác biệt chính trị hay yếu tố về kinh tế, xã hội.